# Ctenus elgonensis
Ctenus elgonensis är en spindelart som beskrevs av Benoit 1978. Ctenus elgonensis ingår i släktet Ctenus och familjen Ctenidae.
Artens utbredningsområde är Kenya. Inga underarter finns listade i Catalogue of Life.